# Pump It Up (singel Golden Child)
Pump It Up – drugi singel CD południowokoreańskiej grupy Golden Child, wydany 7 października 2020 roku przez wytwórnię Woollim Entertainment i dystrybuowany przez LOEN Entertainment. Sprzedał się w nakładzie 98 239 egzemplarzy w Korei Południowej (stan na listopad 2020).
13 września 2020 roku ogłoszono, że Golden Child wydadzą drugi single album pt. „Pump It Up”. 27 września ujawniono listę utworów.

## Lista utworów
| CD | CD                                                  | CD                                                           | CD                                                           | CD                                                           | CD      |
| Nr | Tytuł utworu                                        | Tekst                                                        | Kompozycja                                                   | Aranżacja                                                    | Długość |
| -- | --------------------------------------------------- | ------------------------------------------------------------ | ------------------------------------------------------------ | ------------------------------------------------------------ | ------- |
| 1. | „Pump It Up”                                        | MosPick, Jangjun, TAG                                        | MosPick                                                      | MosPick                                                      | 3:15    |
| 2. | „Geu jasig” (kor. 그 자식, ang. That Guy)           | Space Cowboy, Zeenan, Jay Hong, mOnSteR nO.9, croq, VORADORY | Space Cowboy, Zeenan, Jay Hong, mOnSteR nO.9, croq, VORADORY | Space Cowboy, Zeenan, Jay Hong, mOnSteR nO.9, croq, VORADORY | 3:38    |
| 3. | „Neoui dwieseo” (kor. 너의 뒤에서, ang. Lean on Me) | STAINBOYS, Kim Jung-woo, Jangjun, TAG                        | STAINBOYS, Kim Jung-woo, Stardust                            | STAINBOYS, Kim Jung-woo                                      | 3:42    |
|    |                                                     |                                                              |                                                              |                                                              | 10:35   |

## Notowania
| Lista                   | Pozycja |
| ----------------------- | ------- |
| Gaon Weekly Album Chart | 2       |
| Five Music (Tajwan)     | 5       |